# Achim von Voß-Wolffradt

Lüssow. Das Gut der Familie von Voß-Wolffradt. Etwa 1910.

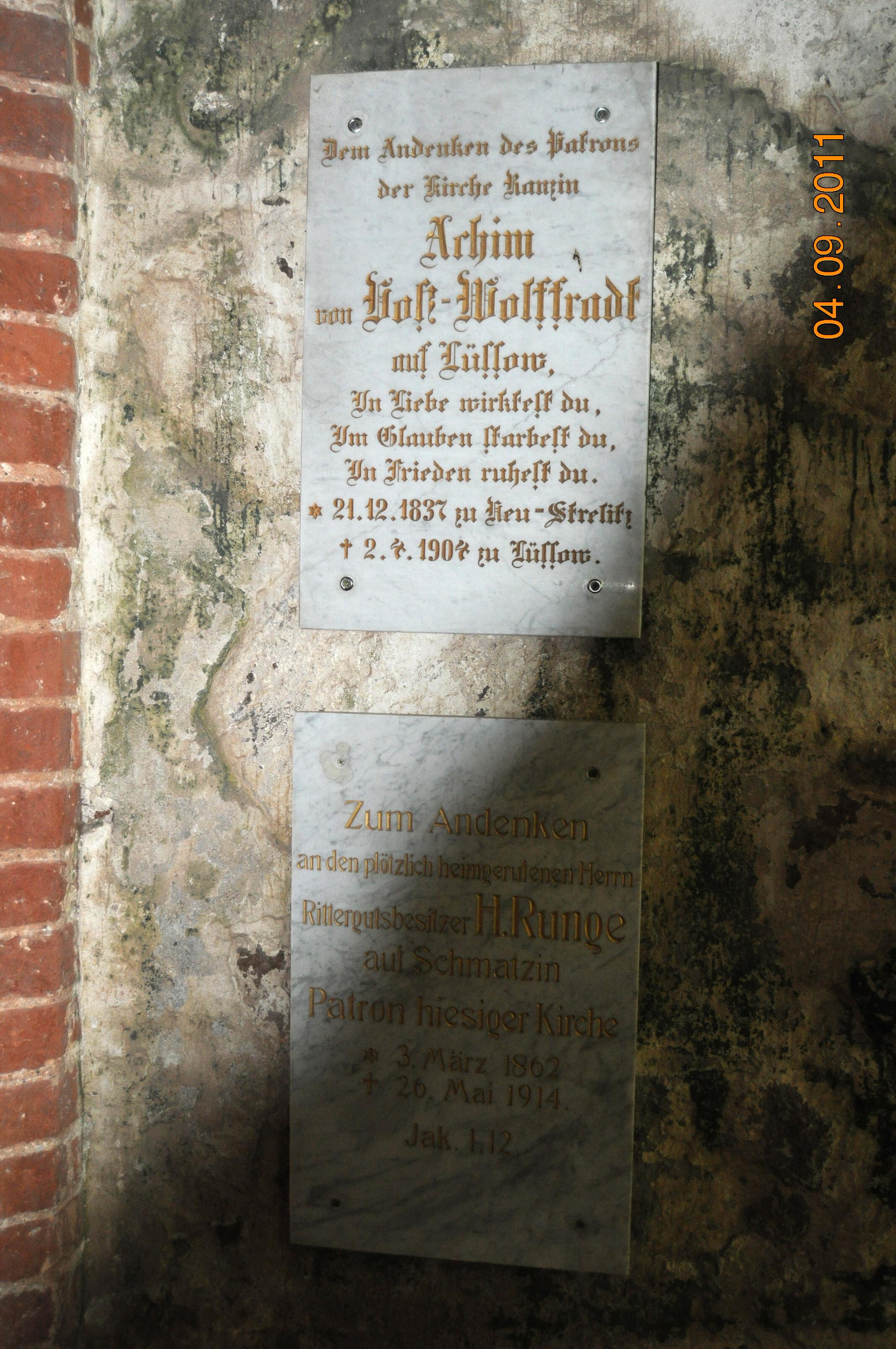
Gedenkplatte als Kirchpatron zu Ranzin

Achim von Voß-Wolffradt (* 21. Dezember 1837 in Neustrelitz; † 2. April 1904 in Lüssow) war ein preußischer Rittergutsbesitzer und Politiker.

## Leben
Achim von Voß stammte aus der mecklenburgischen uradligen Familie von Voß. Nach dem Tod seines Vetters Hermann von Wolffradt, der der 1647 nobilitierten pommerschen Familie von Wolffradt angehörte und 1841 kinderlos starb, erbte Achim von Voß dessen im pommerschen Kreis Greifswald gelegenes Gut Lüssow und führte seitdem den Namen von Voß-Wolffradt. 1863 bezog er Lüssow und übernahm die Bewirtschaftung des Gutes. Er war preußischer Kammerherr und Major, ab 1865 auch Ehrenritter und seit 1880 Rechtsritter des Johanniterordens. 1887 war er Kurator des Adligen Fräuleinstiftes zu Barth.
Im Jahre 1892 wurde er auf Präsentation des alten und des befestigten Grundbesitzes im Landschaftsbezirk Neuvorpommern und Rügen Mitglied des Preußischen Herrenhauses, dem er bis zu seinem Tod angehörte.
Seit 1863 war er mit Sophie von Behr-Negendanck (* 1845; † 1937) liiert, die Hochzeit fand in Ludwigslust statt. Das Ehepaar hatte die Tochter Ursula von Voss (* 1864; † 1945), verheiratet mit dem späteren Oberst a. D. Hans von Ramin. Der älteste Sohn Vicco von Voß-Wolffradt (* 1871; † 1945) übernahm als Erbe auf Lüssow die Namens- und Wappenvereinigung und gründete mit Elisabeth Gräfin von Pfeil und Klein Ellguth (* 1876; † 1945) eine Familie, die beiden und ihre Tochter Karola von Voss (* 1900; † 1945), Exsp. auf Kloster Dobbertin, gingen zu Kriegsende in den Freitod. Der zweite Sohn Heino von Voss (* 1873; † 1910) wurde Oberleutnant, Hochzeit mit Elisabeth von Voß, Tochter Ina von Voss. 
Lüssower Nacherbe des Achim von Voß-Wolffradt formell wurde der 1901 in Lüssow geborene Enkel Achim von Voß-Wolffradt, er hatte 1939 in Berlin die Generalstochter Ilse von Dewitz genannt von Krebs geheiratet und mit ihr die Tochter Brita und den Sohn Günther (Achim-Günther).